# 枹罕護軍
枹罕护军，十六国时期官名。
晋惠帝时，设置枹罕护军（治今甘肃省临夏市）。永兴二年（305年），张轨夺得陇西郡，属前凉，建兴十五年（327年），前赵夺得枹罕，废除护军。建兴三十三年（345年），设置河州，再设枹罕护军。建兴三十五年（347年），后赵夺得枹罕护军。后赵灭亡后，前秦废除枹罕护军，西秦末年，定都枹罕。